# Torben Joneleit
Torben Joneleit (Monaco, 17 mei 1987) is een voormalig Duits voetballer die tot 2014 uitkwam voor de Belgische club KRC Genk. Joneleit was een verdediger. Joneleit werd geboren in Monaco, maar zijn familie is afkomstig uit de regio Hamburg.

## Carrière

### AS Monaco
Hij kreeg zijn opleiding bij AS Monaco. In het seizoen 2006/07 kwam hij voor het eerst in de A-kern maar hij kwam enkel uit voor het tweede team in de CFA.

### Hibernian
Voor het seizoen 2007/08 werd hij verhuurd aan het Schotse Hibernian. Hij speelde 2 officiële wedstrijden voor deze ploeg.

### Sporting Charleroi
Torben Joneleit werd in januari 2009 door toenmalig Charleroi-coach John Collins naar België gehaald. De twee werkten eerder al met elkaar bij Hibernian. Aanvankelijk speelde Joneleit tot het seizoenseinde op huurbasis voor de De Zebra's. Na afloop van het seizoen tekende hij definitief bij Charleroi.

### KRC Genk
Diezelfde transferperiode trok hij echter nog naar RC Genk waar hij een contract tekende voor 3 jaar. In het seizoen 2010/11 werd hij kampioen met Genk. Na dat seizoen verlengde hij zijn contract tot 2015. In het seizoen 2011/12 liep hij een zware knieblessure op waardoor hij bijna het ganse verderlopende seizoen miste. In de voorbereiding van het seizoen 2012/13 liep hij opnieuw een zware knieblessure op. Na zijn tweede zware knieblessure was het niet mogelijk ooit nog op niveau te gaan voetballen. In maart 2014, nadat hij vernomen had nooit meer te kunnen voetballen op profniveau, stopte hij en werd zijn tot medio 2015 lopende contract ontbonden.

## Statistieken
| seizoen | club                 | land      | competitie              | wed. | goals |
| ------- | -------------------- | --------- | ----------------------- | ---- | ----- |
| 2006/07 | AS Monaco            | Frankrijk | Ligue 1                 | 0    | 0     |
| 2007/08 | → Hibernian          | Schotland | Scottish Premier League | 2    | 0     |
| 2008/09 | → Sporting Charleroi | België    | Jupiler league          | 13   | 1     |
| 2009/10 | KRC Genk             | België    | Jupiler League          | 23   | 3     |
| 2009/10 | KRC Genk             | België    | Play-Off II B           | 3    | 0     |
| 2010/11 | KRC Genk             | België    | Jupiler league          | 29   | 3     |
| 2011/12 | KRC Genk             | België    | Jupiler league          | 7    | 1     |
| 2012/13 | KRC Genk             | België    | Jupiler league          | 0    | 0     |
| 2013/14 | KRC Genk             | België    | Jupiler league          | 0    | 0     |
|         |                      |           | Totaal                  | 76   | 8     |

## Palmares
| Nationaal          |    |      |
| Belgisch kampioen  | 1x | 2011 |
| Beker van België   | 1x | 2013 |
| Belgische Supercup | 1x | 2011 |